# TV-året 1955

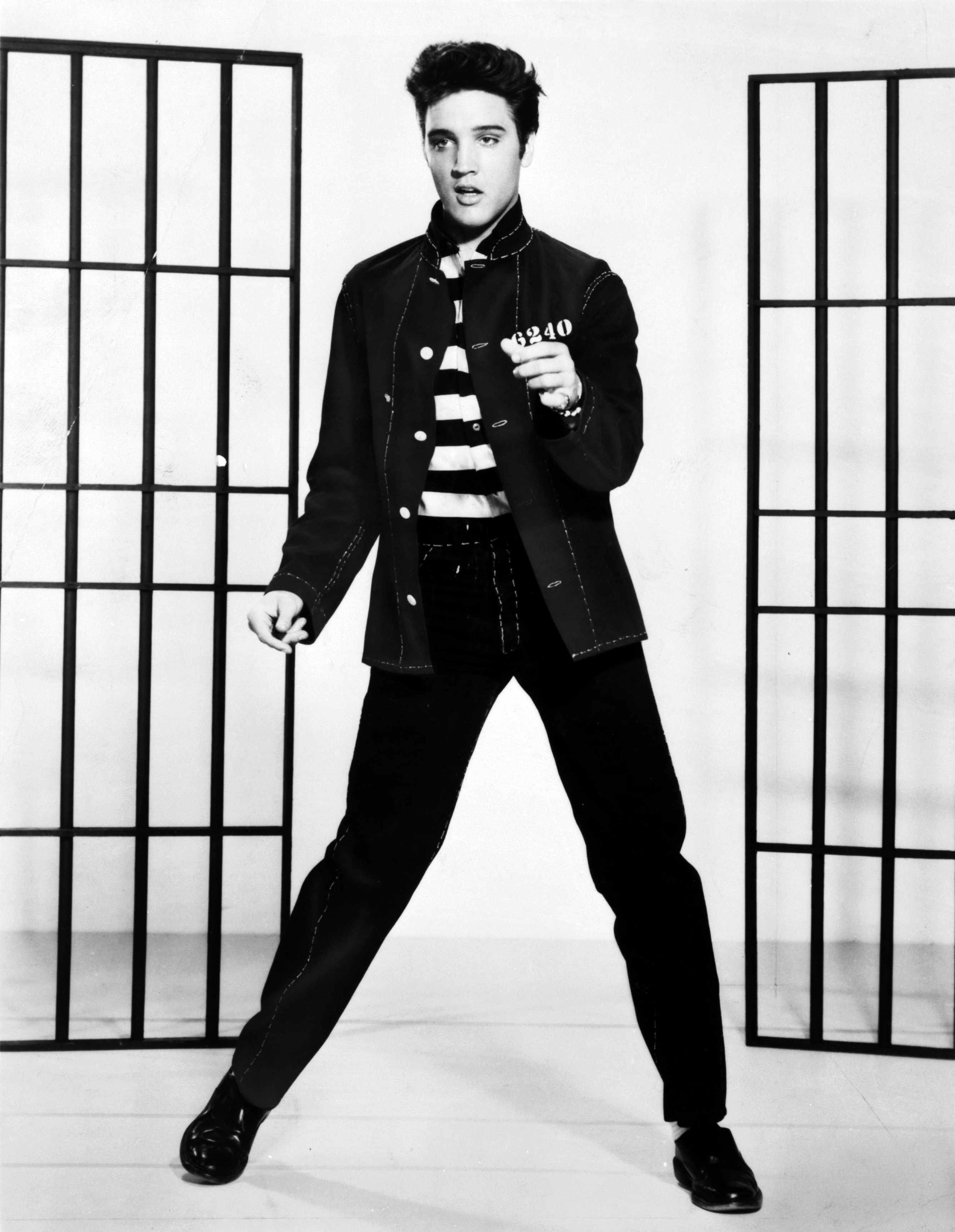
5 mars: Elvis på TV (foto 1957).

## Händelser

### Mars
- 5 mars – Elvis Presley uppträder i amerikansk TV för första gången.

### April
- 22 april – Chefen för svenska UD:s pressbyrå, Olof Rydbeck, utses till svensk radio- och TV-chef [1].

### September
- 22 september – ITV börjar sända i Storbritannien[2] och den första TV-reklamfilmen att visas i brittisk TV blir den för S.R. Toothpaste.[3]

### Okänt datum
- Hösten – Radiotjänst producerar cirka fem TV-sändningar per vecka, bland annat två landskamper i ishockey, samt Hamlet i Alf Sjöbergs regi (4 december).

### December
- 3 december – Provsändningar inleds över Göteborgsområdet via Chalmers tekniska högskola. De första programmen är Lover of Plants och en film om Golden Gate-bron i San Francisco.
- 24 december – När Göteborgs-TV sänder en version av Rune Lindströms Himlaspelet (som har visats i Stockholm den 22 december) inträffar ett högspänningsöverslag, vilket gör att man tvingas avbryta sändningen mitt i föreställningen. Hela juldagens program blir också inställt och även om man kan börja sända på annandagen igen dröjer det till den 1 januari innan man kan visa Himlaspelet i sin helhet.

## TV-program
- 28 februari – Club 100, ett svenskt underhållningsprogram, börjar sändas.
- 2 december – Viggen Viggo, naturprogram av Bertil Danielsson, som sedermera vinner flera priser.
- 4 december – Hamlet, TV-teaterns dittills största satsning.
- 22 december – Sydsvenska journalen sänds för första gången över Malmö, via en sändare i Köpenhamn.

## Födda
- 20 februari – Kelsey Grammer, amerikansk skådespelare och TV-regissör.

### Fotnoter
1. ↑  Hundra år i Sverige - 1955, Hans Dahlberg, Albert Bonniers, 1999
2. ↑  Jason Stone (23 september 2015). ”Eric Cantona, Ian Wright for Nike feature in ITV anniversary ad round-up” (på engelska). Guardian. https://www.theguardian.com/media/2015/sep/23/eric-cantona-ian-wright-and-nike-feature-in-itv-anniversary-ad-round-up. Läst 19 februari 2017.
3. ↑  ”1950's Commercials”. Whirligig-tv.co.uk. 22 september 1955. http://www.whirligig-tv.co.uk/tv/adverts/commercials.htm. Läst 19 augusti 2009.